# Belgien ved sommer-OL 2024
Belgien deltog i sommer-OL 2024 i Paris, Frankrig i perioden 26. juli til 11. august 2024.
Udøvere for Belgien vandt totalt ti medaljer.

## Medaljer
| 2024 Paris | Guld | Sølv | Bronze | Total |
| Belgien    | 3    | 1    | 6      | 10    |

### Medaljevinderne
| Belgien sommer-OL 2024 i Paris | Belgien sommer-OL 2024 i Paris | Belgien sommer-OL 2024 i Paris | Belgien sommer-OL 2024 i Paris | Belgien sommer-OL 2024 i Paris |
| Medalje                        | Navn                           | Sport                          | Event                          | Dato                           |
| ------------------------------ | ------------------------------ | ------------------------------ | ------------------------------ | ------------------------------ |
| Guld                           | Remco Evenepoel                | Cykling                        | Temporitt menn                 | 27. juli                       |
| Guld                           | Remco Evenepoel                | Cykling                        | Fellesstart menn               | 3. august                      |
| Guld                           | Nafissatou Thiam               | Atletik                        | Syvkamp kvinder                | 9. august                      |
| Sølv                           | Bashir Abdi                    | Atletik                        | Maraton mænd                   | 10. august                     |
| 3                              | Wout Van Aert                  | Cykling                        | Temporitt menn                 | 27. juli                       |
| 3                              | Gabriella Willems              | Judo                           | 70 kg kvinner                  | 31. juli                       |
| 3                              | Lotte Kopecky                  | Cykling                        | Fellesstart kvinner            | 4. august                      |
| 3                              | Fabio Van den Bossche          | Cykling                        | Omnium menn                    | 8. august                      |
| 3                              | Noor Vidts                     | Atletik                        | Syvkamp kvinder                | 9. august                      |
| 3                              | Sarah Chaâri                   | Taekwondo                      | 67 kg kvinner                  | 9. august                      |